# Melba Hernández
Melba Hernández Rodríguez del Rey (Cruces, 28 de juliol de 1921 - L'Havana, 9 de març de 2014) va ser una política i diplomàtica cubana. Va ser l'ambaixadora de Cuba al Vietnam i a Cambodja.

## Biografia
Nascuda a Cruces, Hernández era l'única filla d'uns pares mulats d'ideologia conservadora que residien en un modern apartament del carrer Jovellar al barri del Vedado de l'Havana. Els seus pares van estar implicats en la guerra de la independència de Cuba i li van inculcar els principis de la defensa revolucionària. Es va graduar a la Facultat de Dret de la Universitat de l'Havana el 1943. Hernández va treballar com a advocada de Duanes per al govern de Carlos Prio. Com a advocada, Melba va representar alguns clients que eren camperols explotats i treballadors acomiadats.

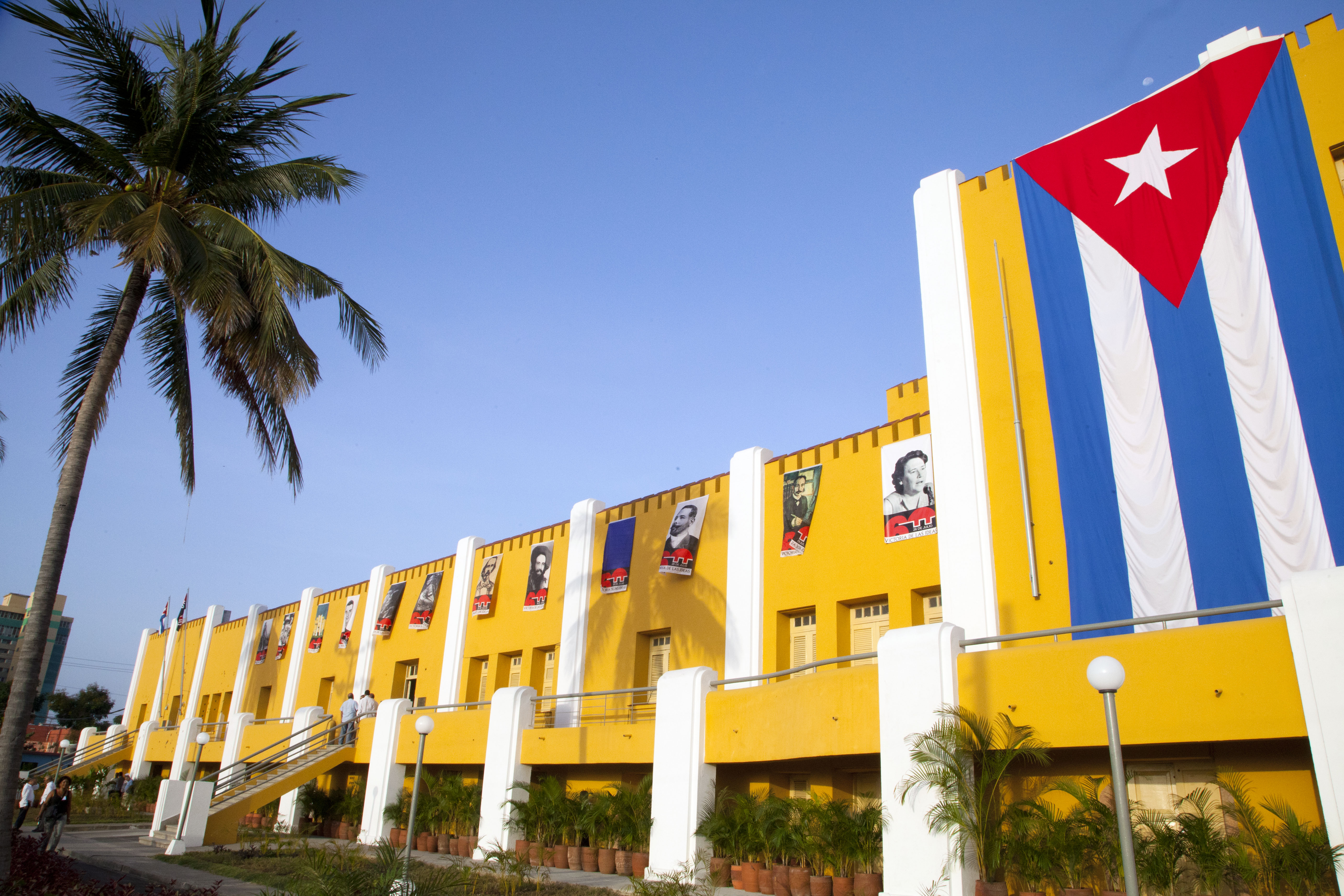
La caserna Montcada durant la celebració del 60 aniversari de l'atac.

Va ser una de les dues dones (l'altra era Haydée Santamaría Cuadrado) implicades en l'assalt de la Caserna de Moncada de 1953. Tot i que feia una dècada que exercia l'advocacia, durant el judici va optar per no defensar-se, com va fer Fidel Castro, i va estar representada per Jorge Paglieri Cardero. Va ser condemnada a 7 mesos de presó. Posteriorment va ser declarada "Heroina de Moncada". A principis dels anys 60 va ser la responsable de les presons de dones a Cuba.
Va ser diputada a l'Assemblea Nacional del Poder Popular entre 1976 i 1986 i fins al 1993 en representació del municipi de Diez de Octubre. Hernández havia estat membre del Comitè Central del Partit Comunista de Cuba des de 1986. També havia exercit com a secretària general de l'OSPAAAL (Organització de Solidaritat dels Pobles d'Àsia, l'Àfrica i l'Amèrica Llatina).
Va estar casada amb Jesús Montané Oropesa, un estret ajudant de Fidel Castro, fins a la seva mort el 1999.
Va morir per complicacions de la diabetis que patia el 9 de març de 2014.

## Revolució Cubana
Melba Hernández va ser un membre actiu de la Revolució. Va conèixer al líder revolucionari Abel Santamaría el 1952 en una manifestació celebrada en memòria d'un treballador que havia estat assassinat pels agents de Batista; Santamaría més tard li va presentar a Fidel Castro. Melba va estar involucrada amb una organització clandestina liderada per Fidel Castro abans de l'atac a la caserna de Montcada del 26 de juliol i es va unir a la revolució perquè es va sentir atreta per la insurrecció contra el president Fulgencio Batista. Més tard es va convertir en un dels quatre membres del personal de Fidel Castro.

### Moviment 26 de juliol
Melba Hernández va ser una de les dones que va participar en el Moviment 26 de Juliol, un moviment que porta el nom de la data de l'atac de la Caserna Moncada. Va ajudar al moviment obtenint l'uniforme de 100 soldats i cosint-hi diferents rangs. Els uniformes van ser utilitzats per atacar la Caserna de Moncada.

Ensenya del Moviment 26 de juliol.

Com a dona, Melba va haver de lluitar per ser inclosa en l'atac; Fidel Castro, el líder d'aquella acció, estava en contra que les dones hi participessin, però després de la sol·licitud de Melba es va arribar a l'acord que tant ella com Haydée Santamaria hi actuessin com a infermeres. Va entrar a la lluita amb una de les columnes, va poder arribar fins a la caserna i va formar part d'un grup que va aconseguir el control d'un hospital. Durant el combat, Melba i Haydee es van quedar esperant per proporcionar assistència mèdica als companys que resultessin ferits. Finalment, l'atac va fracassar. i Fidel Castro, Melba Hernández, Haydée Santamaria i la resta de supervivents van ser detinguts. Després de ser arrestada, Melba i altres persones que estaven implicades en l'assalt del 26 de juliol van ser interrogades i torturades. En el transcurs d'aquests interrogatoris Melba va romandre en silenci. El govern de Batista va condemnar Fidel Castro a 15 anys de presó com a líder de l'atac, i Melba i Haydée van ser condemnades a 7 mesos de presó.
Melba Hernández i Haydée Santamaría van ser recloses a la presó nacional de dones, a Guanajay i després de 5 mesos a la presó van ser alliberades. Quan van ser alliberades, van organitzar manifestacions de suport als seus companys encara a la presó. Melba va mantenir el contacte amb Fidel Castro mentre ell era encara a la presó, i va rebre ordres de com dirigir el Moviment 26 de Juliol. També va ajudar a publicar el discurs de Castro La historia me absolverà, que va escriure mentre era a la presó. Després de l'alliberament de Castro el 1955, es van reunir a Mèxic amb altres exiliats i va continuar desenvolupant l'exèrcit guerriller i preparant la Revolució. Va ajudar en els preparatius del viatge del vaixell Granma. Després va tornar a Cuba on es va unir a l'exèrcit rebel a les files del Tercer Front "Mario Muñoz Monroy", dirigit per Juan Almeida Bosque. Més tard, Melba Hernández va rebre el reconeixement d'"Heroïna de la Revolució Cubana" per les seves accions durant la guerra.